# Neoregelia sanguinea
Neoregelia sanguinea är en gräsväxtart som beskrevs av Elton Martinez Carvalho Leme. Neoregelia sanguinea ingår i släktet Neoregelia och familjen Bromeliaceae. Inga underarter finns listade i Catalogue of Life.